# Morton DaCosta
Morton DaCosta (Filadèlfia, Pennsilvània, Estats Units, 7 de març de 1914 − Redding, Connecticut, 29 de gener de 1989) va ser un director de cinema estatunidenc.

## Filmografia
- 1958: La tia Mame (Auntie Mame)
- 1962: The Music Man
- 1963: Island of Love

## Premis i nominacions

### Nominacions
- 1963: Oscar a la millor pel·lícula per The Music Man
- 1963: Globus d'Or al millor director per The Music Man